# Chtaiba
Chtaiba (in arabo الشطيبة‎?) è un centro abitato e comune rurale del Marocco situato nella provincia di El Kelâat Es-Sraghna, regione di Marrakech-Safi. Conta una popolazione di 9 122 abitanti (censimento 2014).